# Agave pachycentra
Agave pachycentra ist eine Pflanzenart aus der Gattung der Agaven (Agave).

## Beschreibung

### Vegetative Merkmale
Agave pachycentra wächst mit einem kurzen Stamm und ziemlich offenen, einzelnen, nur selten sprossenden Rosetten. Die Rosetten sind bis zu 1 Meter lang und 1,5 bis 2 Meter breit. Ihre glauk-weißen bis gelblichen oder hellgrünen, variablen, breit lanzettlichen, spitz zulaufenden, flachen bis rinnigen Laubblätter sind zu ihrer Basis hin allmählich verschmälert. Die Blattoberseite ist aufgeraut, die Unterseite stärker angeraut oder scharf rau. Die Blattspreite ist in der Regel 60 bis 100 Zentimeter lang und 12 bis 18 Zentimeter breit. Der Blattrand ist meist wellig. An ihm befinden sich in der Regel 5 bis 10 Millimeter lange Randzähne, die 10 bis 50 Millimeter voneinander entfernt stehen. Die variablen, braunen Randzähne besitzen gerade Spitzen oder sind unterschiedlich über ihre niedrige, breite Basis gebogen. Der fein pfriemliche bis fast konisch aus einer breiten Basis entspringende Enddorn ist auf seiner Oberseite breit bis schmal gefurcht und scharf aufgeraut. Er ist in der Regel 40 bis 60 Millimeter lang und läuft lang bis zu den obersten Randzähnen herab.

### Blütenstände und Blüten
Der offene, ziemlich unregelmäßige „rispige“ Blütenstand erreicht eine Länge von 4 bis 6 Meter. Der Schaft ist in der Regel krumm und jung weiß bereift. Die 20 bis 30 kleinen Teilblütenstände befinden sich an ziemlich langen Stielen. Die Blüten sind 45 bis 62 Millimeter lang. Ihre Perigonblätter sind gelb. Die äußeren von ihnen sind oft rötlich gespitzt. Die fast gleichen Zipfel sind 13 bis 20 Millimeter lang. Die Blütenröhre weist eine Länge von 6 bis 11 Millimeter auf. Der grüne, gefurchte, an seinem Hals eingeschnürte Fruchtknoten ist 25 bis 35 Millimeter lang.

## Systematik und Verbreitung
Agave pachycentra ist in den mexikanischen Bundesstaaten Oaxaca und Chiapas sowie in Guatemala, El Salvador und Honduras im tropischen, laubabwerfenden Wald in Höhen von 300 bis 1240 Metern verbreitet.
Die Erstbeschreibung durch William Trelease wurde 1915 veröffentlicht.

## Nachweise